# 巴布敦 (密蘇里州)
巴布敦（英語：Babbtown）是位於美國密蘇里州歐塞奇縣的非建制地區。

## 歷史
巴布敦的郵局於1878年設立，其後於1906年停運。

## 地理
巴布敦所處的海拔為高於海平面278米（即912英呎），而該地所採用的時區為UTC-6，即北美中部時區（CST）。同時該地設有夏令時間，為UTC-6調快一小時，即UTC-5（CDT）。